# Schuchertgletsjer
De Schuchertgletsjer is een gletsjer in Nationaal park Noordoost-Groenland in het uiterste noordwesten van Groenland. De gletsjer ligt in de Stauningalpen in het Scoresbyland, waarvan het laatste noord-zuid lopende gedeelte op de grens van de Stauningalpen met het Jamesonland ligt.
Het is een van de zeven gletsjers die uitkomen in het dal van de Schuchert. Andere gletsjers zijn onder andere de Bjørnbogletsjer, de Roslingletsjer, de Gannochygletsjer, de Storgletsjer, de Siriusgletsjer en de Aldebarangletsjer. De Schuchertgletsjer stroomt vanuit het noordwesten in het Schuchertdal in.
De Schuchertgletsjer heeft een lengte van meer dan 20 kilometer, waarvan ongeveer de laatste tien kilometer in het Schuchertdal zelf. Daarnaast heeft de gletsjer meerdere zijtakken die onderweg samenkomen.